# Christoph Martin Wieland
Christoph Martin Wieland (Achstetten, 5 settembre 1733 – Weimar, 20 gennaio 1813) è stato uno scrittore, poeta, editore e traduttore illuminista tedesco.

## Biografia[1]

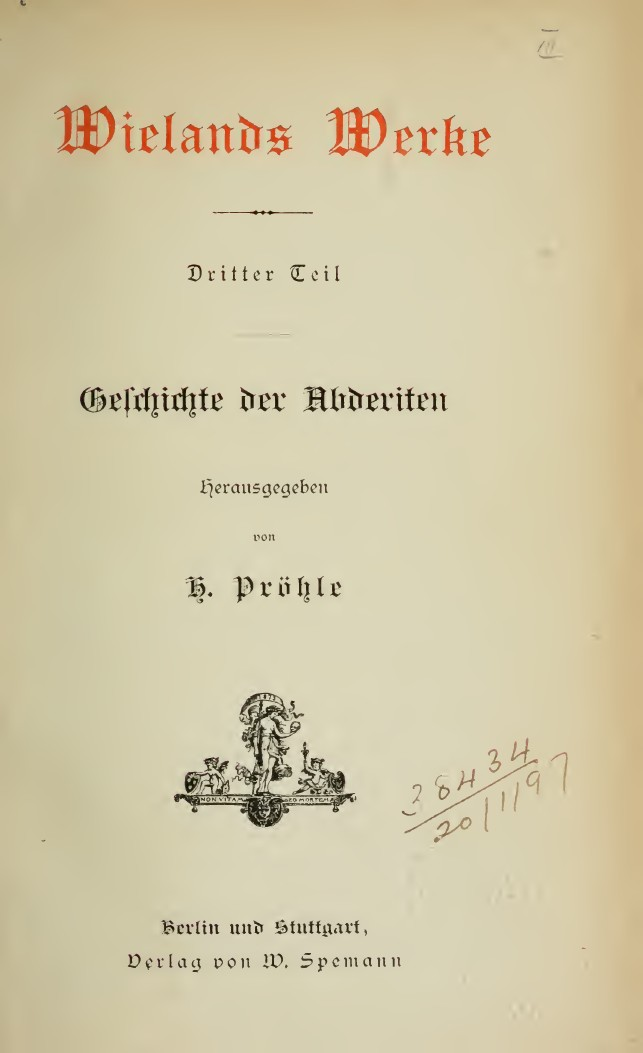
Geschichte der Abderiten ("La storia degli Abderiti", 1887)

Figlio di un pastore protestante, Wieland evidenzia nei suoi studi una grande precocità e progetta appena dodicenne di comporre un grande poema sulla distruzione di Gerusalemme. Estremamente sensibile egli subisce l'influenza dell'ambiente culturale in cui vive e si dota di un senso acuto di satira delle forme di esaltato misticismo. Nel collegio di Kloster Berge presso Magdeburgo, dove viene ammesso all'età di 14 anni, viene attratto dal pietismo e dalla teosofia. Si applica con passione allo studio della Grecia antica e della letteratura inglese contemporanea. Legge attentamente gli autori francesi come Pierre Bayle e Voltaire che lo stimolano ad approfondire le nuove idee della cultura illuministica del XVIII secolo.
A 17 anni viene preso da una passione romantica che lo accompagnerà per tutta la vita  per una giovane di Biberach, Marie Sophie Gutermann von Gutershofen, che nota come Sophie von La Roche diverrà una letterata al centro di un circolo di intellettuali e letterati.
Wieland trascorse poi molti anni a Tubinga per studiare diritto ma si dedicò principalmente  alla letteratura e alla poesia ispirandosi al suo primo amore.
In questo periodo compone gli Hymmes (1751) secondo lo stile di Klopstock, un poema didattico Die Natur der Dinge. Ein Lehrgedicht in 6 Büchern (La natura delle cose ovvero Il migliore dei mondi. Poema didattico in sei libri) dove tratta con entusiasmo ottimistico argomenti metafisici in una forma poco comprensibile, delle Zwölf moralische Briefe in Versen (Lettere morali Heilbronn, 1752), in versi alessandrini; delle Briefe von Verstorbenen an hinterlassene Freunde (Lettere di morti ai loro amici viventi, Zurigo 1753); tutte opere queste che risentono di una ispirazione platonica.
L'interesse di Wieland per la religione cristiana e la letteratura tedesca si rinforzò con la frequentazione con il vecchio Bodmer che lo chiamò come segretario presso di sé e del quale egli difese caldamente i principi religiosi e letterari. Wieland in quel periodo si esercitava, seguendo lo stile della scuola svizzera, componendo poemi epici come der Geprüfte Abraham  (La prova d'Abramo), Moralische Erzählungen (Racconti morali), imitazione delle opere di Elizabeth Singer Rowe e Cyrus (1759) opera il cui vero eroe protagonista  è, nelle vesti di quello narrato da Senofonte, Federico II di Prussia.
Un cambiamento radicale si ebbe per Wieland quando, dopo essere stato per diversi anni precettore a Zurigo e a Berna rientrò nel 1760 a Biberach dove occupò il posto di direttore della cancelleria. I suoi sogni sentimentali vennero infranti dal  matrimonio della sua amata Sophie con  Georg Michael Franck von La Roche, figlio naturale del conte  Stadion.
Frequentando il palazzo di Sophie e del conte Stadion, Wieland ebbe modo di conoscere le opere di Young, di Shaftesbury, di Montesquieu, di Voltaire, di Rousseau, etc.
Lo spiritò di libertà proprio di questi illuministi del XVIII secolo influenzò la sua accesa immaginazione, il suo entusiasmo tedesco e cristiano, il suo interesse per la filosofia e le lettere greche che caratterizzano le sue opere migliori.
nel 1765 Wieland sposò una donna semplice e amabile che non desiderò mai leggere una pagina delle opere di suo marito ma che lo rese felice per la sua bontà e che in vent'anni lo rese padre di 14 figli. Poco dopo fu nominato professore di filosofia al collegio d'Erfurt dove trascorse tre anni segnalandosi per le numerose pubblicazioni di filosofia e politica.
Nel 1772 la duchessa di Saxe-Weimar-Eisenach Anne-Amelie di Brunswick lo chiamò presso di lei per affidargli l'educazione dei suoi due figli Carlo Augusto e Costantino. A Weimar Wieland trovò un circolo letterario assai vivace frequentato da Gœthe, Friedrich Justin Bertuch, Karl Ludwig von Knebel, Schiller, Herder, Musäus, Voigt, Einsiedel. 
Wieland tascorse a Weimar 35 anni interrotti soltanto da un viaggio in Svizzera dove fu accolto con simpatia malgrado il suo abbandono della scuola letteraria svizzera.
Dal 1798 al 1803 Wieland visse con la sua numerosa famiglia nella piccola proprietà di Oßmannstedt che egli aveva acquistato vicino Weimar, dove riceveva visite e  omaggi dai personaggi più importanti dell'epoca, e, secondo Madame de Staël la sua conversazione era più brillante rispetto ai suoi scritti. Da questa località per i colpi della sorte dovette rientrare a Weimar quasi senza risorse avendo perduto sua moglie e una figlia di Sophie von La Roche che egli aveva adottato. La sua popolarità era messa in crisi a causa delle rivoluzioni politiche; egli aveva applaudito all'avvio della Rivoluzione francese, di cui in seguito denunciò il disgusto per i suoi eccessi cruenti. Alcuni libelli d'accuse furono allora pubblicati contro di lui e lo stesso Napoleone farà mettere delle guardie per proteggerlo davanti alla sua dimora ma l'ordine era stato dato troppo tardi e la casa fu distrutta. L'imperatore volle conoscere personalmente Wieland sforzandosi di apparire amabile nei confronti del poeta che lasciò scritto che non vide in quel personaggio che «un uomo di bronzo», Fu decorato con la legion d'onore e lo zar Alessandro I gli conferì l'ordine di Sant'Anna.
Questi riconoscimenti e la perdurante amicizia del duca di Weimar, suo allievo, tuttavia non furono efficaci per strappare Wieland dalla malinconia che lo assalì sia per l'assoggettamento della Germania alla Francia sia per la perdita dei suoi amici. Soccombette così alle infermità della vecchiaia e fu sotterrato, secondo i suoi desideri, a Oßmannstedt vicino a sua moglie.

## La storia degli Abderiti
Ispirandosi all'opera di Wieland sulla piazza centrale di Biberach an der Riß è stato innalzato un monumento alla stupidità umana rappresentata dalla statua di un asino composto da corpi umani con questa iscrizione: «"Il processo per l’ombra dell’asino" - Questo "monumento" s’ispira al primo romanzo satirico scritto in lingua tedesca: "Storia degli Abderiti" (1781).Christoph Martin Wieland (1733 - 1813) - figlio di una vecchia famiglia di Biberach e autore più letto del suo tempo - descrive in questo romanzo il processo assurdo che è stato intentato per l’ombra di un asino e che ha quasi scatenato la guerra civile nella città fiorente di Abdera. Abdera è dappertutto, dice Wieland, ma innegabilmente questa storia porta il colore locale di Biberach. Nei negozi vicini c'è una descrizione dettagliata. I cittadini e le imprese seguenti hanno contribuito alla creazione di questo monumento: [Segue l'elenco degli sponsor ufficiali] e altri cittadini che non desiderano essere menzionati.»
Una delle opere più conosciute di Wieland fu La storia degli Abderiti (Die Geschichte der Abderiten, Leipzig 1774), (cfr.Gli Abderiti, Utet 1982) rielaborata in una seconda edizione nel 1781. Wieland può essere considerato il primo scrittore tedesco di una moderata satira politica critica del potere politico della Germania del suo tempo.

Nel libro Wieland infatti narrava dell'incredibile processo che fu tenuto in Abdera per l'ombra di un asino per il quale poco mancò che nella città ne nascesse una furiosa guerra intestina. Si metteva in luce quindi l'insano comportamento degli uomini e delle loro folli vicende storiche.
Fu iniziato alla Massoneria il 4 aprile del 1809 nella loggia di Weimar Amalia zu den drei Rosen dall'amico massone Johann Wolfgang Goethe, il quale compose e lesse l'elogio funebre nel Tempio Massonico in occasione della morte. Come Goethe, fu membro degli Illuminati di Baviera.
Importante l'influenza del credo massonico di Wieland sul pensiero e la musica di Wolfgang Amadeus Mozart, anche lui affiliato con il padre alla massoneria. Verso il 1780, Wieland aveva pubblicato una raccolta di racconti fantastici tra cui si trovava quel Lulu o il Flauto magico, scritto da August Jacob Liebeskind genero dello stesso Wieland, che fu musicato da Mozart nel 1791 e dove compaiono chiari elementi tratti dalla mistica massonica.
Wieland, pur senza creare una scuola letteraria nel vero senso della parola, ebbe una notevole influenza sulla letteratura tedesca della sua epoca, al pari del contemporaneo Gotthold Ephraim Lessing (1729-1781) anche lui importante esponente dell'Illuminismo letterario e filosofico tedesco.

## Il segreto dell’Ordine dei Cosmopolitani
Il segreto dell’Ordine dei Cosmopolitani (Das Geheimnis des Kosmopoliten-Ordens) è un trattato pubblicato nel 1788 da Wieland, in cui esamina criticamente le società segrete e la loro influenza sulla politica e sulla società. L'opera è considerata un contributo significativo al dibattito sul cosmopolitismo e sulla massoneria durante l’Illuminismo.
Nell'opera, Wieland descrive una società segreta fittizia, l’"Ordine dei Cosmopolitani", che si distingue dalle altre organizzazioni segrete del tempo. Mentre gruppi come gli Illuminati di Baviera e alcune logge massoniche erano noti per la loro segretezza e influenza politica, l'Ordine di Wieland enfatizza l’apertura, la ragione e l’umanità universale. L’autore sostiene che il vero cosmopolita non si definisce attraverso rituali segreti o conoscenze esclusive, ma attraverso la capacità di considerarsi cittadino di una comunità globale, superando i confini nazionali e sociali. Wieland critica l’idea che le società segrete possano costituire uno "stato nello stato", minando così le strutture politiche legittime.
L’opera fu vista come una riflessione critica sull’influenza delle società segrete nella politica e nella morale. Il concetto di cosmopolitismo presentato da Wieland è stato accostato alle idee di Immanuel Kant, in particolare alla sua nozione di "cittadinanza mondiale" come parte di un ordine razionale. Gli studiosi moderni considerano il libro un testo chiave nel dibattito sul cosmopolitismo tedesco nel XVIII secolo.
Un'edizione italiana intitolata Il segreto dell’Ordine dei Cosmopolitani è stata pubblicata nel 2025, rendendo il testo accessibile a un pubblico più ampio.

## Opere
- Zwölf moralische Briefe in Versen, Heilbronn 1752.
- Der Sieg der Natur über die Schwärmerei oder die Abenteuer des Don Sylvio von Rosalva, Ulm 1764.
- Geschichte des Agathon, Frankfurt & Leipzig, Zürich, 1766/1767
- Musarion, oder die Philosophie der Grazien, Leipzig 1768.
- Idris und Zenide, Leipzig 1768.
- Nadine, Leipzig 1769.
- Combabus, Leipzig 1770.
- Die Grazien, Leipzig 1770.
- ΣΩΚΡΑΤΗΣ ΜΑΙΝΟΜΕΝΟΣ oder die Dialogen des Diogenes von Sinope, Leipzig 1770
- Der neue Amadis, Leipzig 1771.
- Der goldene Spiegel, oder die Könige von Scheschian, Leipzig 1772.
- Die Geschichte der Abderiten, Leipzig 1774
- Oberon, Weimar 1780.
- Dschinnistan, 3 vols., Winterthur 1786-1789
- Aristipp und einige seiner Zeitgenossen, 4 vols., Leipzig: Göschen 1800-1802

## Edizioni italiane
- Christoph Martin Wieland, Le Grazie. Poemetto, trad. di Domenico Gazzadi, 1835
- id., Storia degli Abderiti, a cura di Fabrizio Cicoira, UTET, Torino, 1982
- id., Oberon. Poema eroico romantico in 12 canti. Traduzione di Elena Croce, testo tedesco a fronte, Introduzione di Italo Alighiero Chiusano, Collana Collana Classici, Rizzoli, Milano, 1993 ISBN 978-88-17-18715-2
- id., Menandro e Glicera, a cura di G. Cermelli, Collana Poiesis e critica mitica n.25, ETS, 1998 ISBN 978-88-46-70111-4
- id., La pietra filosofale ovvero Sylvester e Rosine, trad. G. Cermelli, Collana Margini n.68, Nuovi Equilibri, 2006 ISBN 978-88-72-26909-1
- Alcesti: variazioni sul mito, a cura di Maria Pattoni, Marsilio, Venezia, 2006
- id., Pensieri sugli ideali degli antichi, a cura di M. Cardelli, Collana Mnemosine n.5, Le Càriti Editore, 2009 ISBN 978-88-87-65748-7
- id., Lettere a un giovane poeta, a cura di M. Cardelli, Collana Als Ob n.1, Cardelli, 2010 ISBN 978-88-90-20262-9
- id., La festa delle Grazie. Nella versione di Carlo Antonio Gambara. A cura di M. Cardelli, Collana Cleta n.3, Le Càriti Editore, 2011 ISBN 978-88-87-65777-7
- id., Musarion ovvero la filosofia delle Grazie. Con uno scritto di J.W. Goethe, a cura di R. Pettoello, Collana Il pellicano rosso. Nuova serie n.153, Morcelliana, Brescia, 2012 ISBN 978-88-37-22579-7
- id., Jinnistan. Una raccolta di fiabe dal regno delle fate e dei geni, a cura di R. Gambino, Collana Wunderkammer.Icone n.5, Bonanno, 2013 ISBN 978-88-77-96973-6
- id., Il segreto dell’Ordine dei Cosmopolitani, KDP, 2025 ISBN 979-8313402154